# 深泉 (加利福尼亞州)
深泉（英語：Deep Springs，原稱：Deep Spring）是美国加利福尼亚州因约县的一個非建制地區。位於深泉谷東南部，畢曉普東部22英里（35）。1881年至1883年、1920年至1953年間有郵局。深泉學院位於深泉附近。